# ASPseek
ASPseek est un moteur libre d'indexation et de recherche dans des contenus Web.
Il est sous licence GPL.